# Mach auf die Tür, Jonathan
Mach auf die Tür, Jonathan (englischer Originaltitel One Snowy Night) ist das erste Bilderbuch aus der Parkwächter-Jonathan-Reihe des britischen Kinderbuchautors und Illustrators Nick Butterworth, das im Jahr 1989 beim Verlag William Collins veröffentlicht wurde. Die deutsche Erstausgabe erschien 1990 beim Coppenrath Verlag.

## Inhalt
Jonathan lebt in einer Hütte in einem Park. Er ist dort Parkwächter und obwohl er alleine lebt, ist er nicht einsam, denn all die Tiere des Parks sind seine Freunde, mit denen er jeden Tag sein Essen teilt. Eines Abends schneit es dichte Schneeflocken und draußen ist es bitterkalt. Als Jonathan gerade einen heißen Kakao macht und sich fertig macht, um ins Bett zu gehen, hört er an der Tür seiner Hütte ein leises Klopfen. Es ist ein Eichhörnchen, das Jonathan um Erlaubnis bittet, bei ihm in der Hütte schlafen zu dürfen, weil sein eigenes Bett zugeschneit ist. Jonathan lässt das Eichhörnchen zu sich ins Bett, da dieses groß genug für beide ist. Doch im Laufe des Abends kommen immer mehr Tiere und wollen wegen der Kälte bei Jonathan schlafen. Irgendwann ist das Bett schließlich komplett überfüllt und weil die Tiere nicht stillhalten können, plumpsen alle auf den Boden. Da hören sie plötzlich ein Geräusch, das aus dem Boden zu kommen scheint. Die Tiere glauben, dass es sich um ein Monster handle, und alle verstecken sich ängstlich irgendwo in Jonathans Schlafzimmer. Wie sich herausstellt, stammt das Geräusch jedoch nicht von einem Ungeheuer, sondern von einem kleinen Maulwurf, der durch ein Loch im Holzboden zum Vorschein kommt. Als Jonathan Entwarnung gibt und alle Tiere auffordert, zurückzukommen, bleiben diese lieber in ihren Verstecken, wie zum Beispiel Jonathans Pantoffeln oder in seiner Manteltasche. Dadurch hat der Parkwächter in seinem Bett wieder reichlich Platz für sich – und für den kleinen Maulwurf.

## Rezeption
Simon Robertson schreibt in seiner Buchrezension: „Die Geschichten um Parkwächter Jonathan (im englischen Original heißt er Percy) und seine Freunde begeistern Kinder rund um den Globus, seitdem 1989 der erste Band, One Snowy Night, erschien (die deutsche Übersetzung gibt es seit 1990). Die Reihe hat sich millionenfach verkauft und wurde schon fürs Fernsehen adaptiert. Erfolgsrezept: Magische Geschichten mit Herz und Humor plus wunderschöne Illustrationen.“ Phyllis G. Sidorsky schreibt im School Library Journal über die englische Ausgabe One Snowy Night: „Die Illustrationen sind fröhlich und die vorletzte Szene des durcheinander geworfenen Zimmers ist eine Fülle von auffälligen Details. Percys Pinnwand mit Notizen vom Weihnachtsmann und einer Einladung von H. R. H. verraten Butterworths skurrilen Sinn für Humor. Auch wenn dieses Buch kein Neuland betritt, ist es doch eine sympathische, wenn auch nicht außergewöhnliche Winterlektüre.“

## Referenzen
Mach auf die Tür, Jonathan wird in dem literarischen Nachschlagewerk 1001 Kinder- und Jugendbücher – Lies uns, bevor Du erwachsen bist! für die Altersstufe 3+ Jahre empfohlen.

## Ausgaben
- One Snowy Night. William Collins, UK 1989 (englisch).
- Mach auf die Tür, Jonathan. Coppenrath Verlag, 1990.

## Adaptionen
Die Geschichten rund um den Parkwächter Jonathan wurden von 1996 bis 1998 unter dem Titel Percy the Park Keeper als animierte Fernsehserie verfilmt, in der Oscar-Preisträger Jim Broadbent der Titelfigur seine Stimme verlieh.